# Brémai kikötők
A Bréma Szabad Hanza-város tartomány területén, Bremerhaven és Bréma városokban fekvő kikötők együttesen brémai kikötők néven váltak ismertté. Az egymástól 60 kilométernyire működő brémai és bremerhaveni terminálok egységes igazgatás, fejlesztési koncepció és díjrendszer szerint működnek. A brémai kikötők összteljesítményüket tekintve Németországon belül a hamburgi kikötő mögötti második helyet vívták ki. Bremerhaven a Föld konténerkikötői között a 20. helyen áll, míg a gépjárműterminál Európa legnagyobb autórakodó kikötője. Bréma város kikötője az ásványi anyagok és a túlméretes gépek mellett a hagyományos, nem konténeresíthető termékek egyik legfontosabb átrakóhelye Európában és Hamburgot is megelőzve az első Németországban.

A városállam egyike az Európa északi felében legrégebben létrejött állandó kikötőknek. Már a 11. században Bréma központjában rakodták ki hajóikat az Északi-tengeri kereskedők, a középkor végén pedig a Hanza-szövetség egyik fontos bázisa alakult ki a városban. Az újkor kezdetére a brémai kikötő a Weser medrének elfajulása miatt ellehetetlenült, ezért a városállam kifejezetten kikötőépítés céljából vásárolta meg 1827-ben a mai Bremerhaven területét. A 20. század elején a kor legnagyobb szabású kikötőépítése zajlott le a Weser partjain. Napjainkra az infrastrukturális fejlesztések és a működés súlypontja áttolódott Bremerhavenbe.

## Változó földrajzi adottságok

A Weser torkolatának változásai a középkorban

Bréma kikötője az Északi-tenger wattos partjaitól délre 65 kilométernyire, a nyílt tengertől 120 kilométernyire délre fekszik a Weser-folyam alsó folyása mentén. A Germán-Lengyel síkság északnyugati vidékén a Weser ősfolyamvölgyeket követve, néhol a geestek magasabb térszíneinek pereméhez simulva tart a tenger felé. A táj síksági jellegű, a folyam esése igen kicsi. Főként a partvonalát több alkalommal is változtató Északi-tenger, de az éghajlat ingadozásai is időről időre eltérő környezeti feltételeket teremtettek a kikötők üzemeltetéséhez.

### Természeti környezet a középkorban
A kikötő alapításának idején a Weser a mai Bremerhavennél érkezett a tengerhez. Az 1334-ben bekövetkező Kelemen-ár után keletkezett egy egyre tekintélyesebb átjárás a Weser és a Butjadingen-félsziget délnyugati oldalán fekvő Jade-öböl között. Így a folyam a mainál 40 kilométerrel rövidebb utat tett meg a várostól a tengerig. Az 1362-es Marcell-ár után az újonnan kialakult folyóág lett a Weser fő torkolata. Bréma mellett néhány apróbb folyóág, lefűződött mellékág (németül: Werder) ágazott ki a Weserből. A város alatti szakaszon több nagyobb sziget között kanyargott a Weser. A folyó vizének mélységéről ebből az időből nincsenek adatok, de mindenképpen elégséges volt a tengerről érkező, akkoriban igen kis merülésű hajóknak. A városban érzékelhető volt az árapály jelenség, de ennél fontosabb szerepet játszottak a tavaszi árvizek. A középkor hideg telei miatt a folyam szinte minden évben befagyott.

### Természeti környezet a korai újkorban

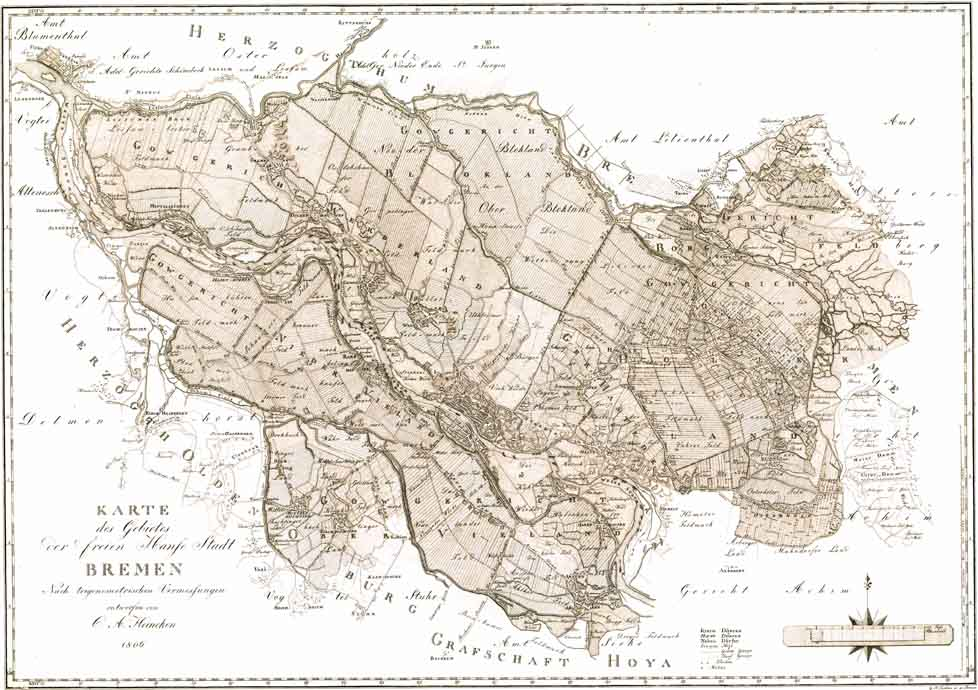
A Weser teljesen elfajult medrét mutató térkép 1806-ból

A folyam viselkedése a középkor alkonyán megváltozott. A verdeni Dietrich püspök Krónikájának 1399-es bejegyzéséből arról értesülhetünk, hogy a tavaszi árvíz különösen sok iszapot és homokot hagyott hátra a partokon.
A 15. század végén megszakadt a kapcsolat a Weser és a Jade-öböl között. A folyam fő torkolata ismét a mai Bremerhaven vidékére helyeződött. A Weser alsó folyásának szakaszjellege megváltozott, az árapály erőteljes medertisztító hatása jelentősen mérséklődött. Az geestek közé szorult Weser egyre jobban feltöltötte hordalékával saját medrét. A folyam előbb hatalmas homokpadokat hozott létre, majd több ágra szakadva egy szétterülő ún. fonatos mederben haladt tovább észak felé. A víz sebessége egyre lassabb lett, ami további hordaléklerakódást és a vízmélység csökkenését eredményezte. Az elfajult folyómedrek változtatták a helyüket, vándorló zátonyok, homoknyelvek jellemezték az Alsó-Wesert. Ebben az időszakban alakultak helyiek által platenak (magyarul kb. „lapos”) és sandnak (magyarul: homokfelület) nevezett területek. A téli időszak közepére-végére a mederben jégtorlaszok alakultak ki, amelyek magasabbá és pusztítóbbá tették a tavaszi árvizeket.

### Mesterségesen kialakított környezet

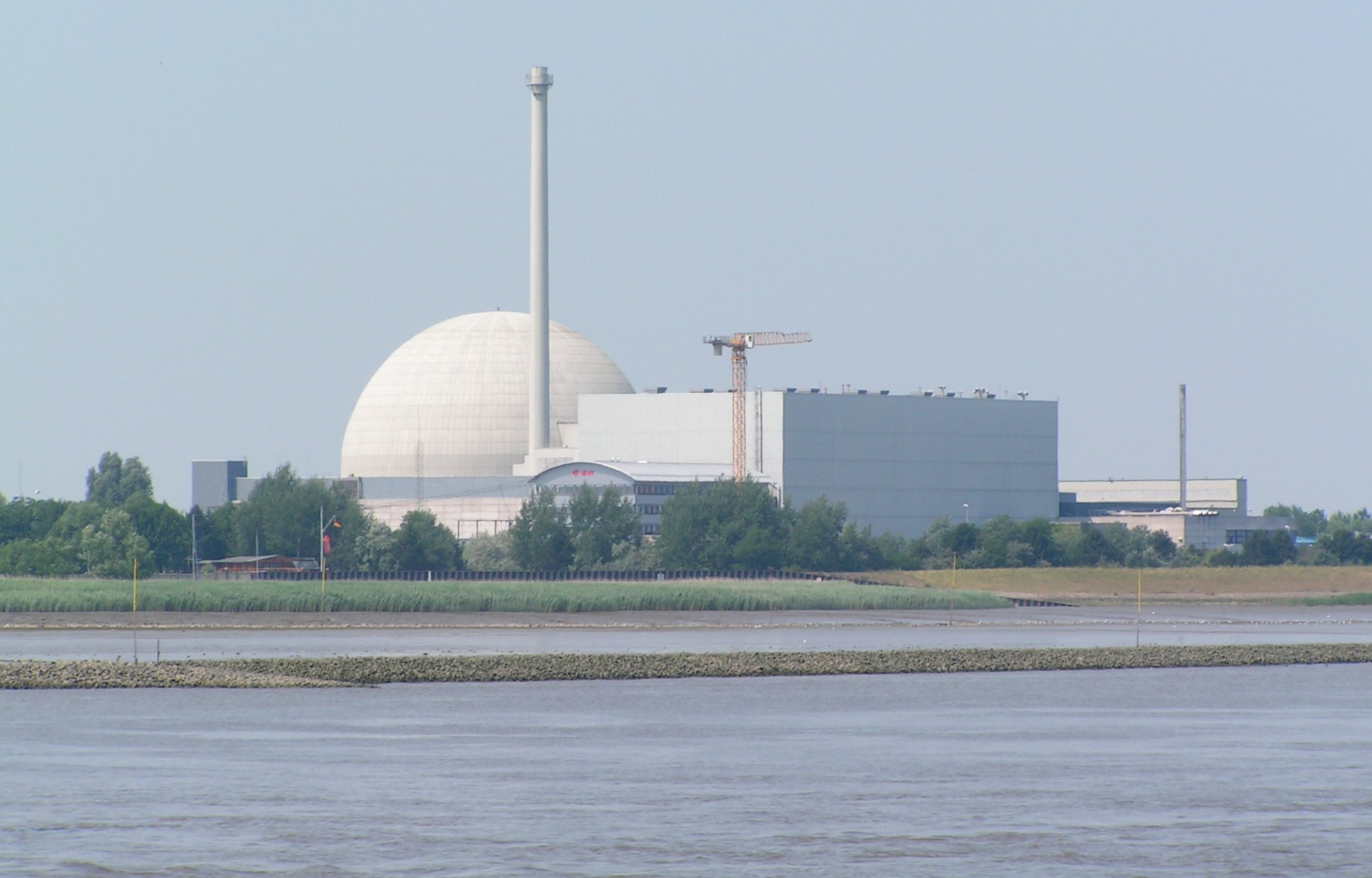
A mesterséges, kőszórásokkal megerősített meder, háttérben a rodenkircheni atomerőművel

A 19. század végén kezdődtek azok a nagyszabású vízrendezési munkálatok, amelyek teljesen átformálták az Alsó-Wesert, de megváltoztatták a Külső-Wesert is. A folyó természetes jellege a Bréma környéki szakaszon teljesen megszűnt, külső szemlélő számára mesterséges csatornának tűnik. A brémai ipari tevékenység téli időszakban több mint 1 °C-kal emeli a folyam hőmérsékletét, így az már télen sem fagy be. A szigetek és a mellékágak eltűntek. A medert napjainkra leszűkítették, hogy a víz áramlásának meggyorsításával akadályozzák meg a homokpadok képződését, a folyó nagy kanyarulatait pedig levágták. A mesterséges medernek köszönhetően az árapály ma minden eddiginél erősebb Brémában, az apály és dagályszint közötti különbség 4 méter körüli, míg Bremerhavennél 3,6 méter. (1890-ben Brémában mindössze 45 cm volt a különbség a két vízszint között.) Megváltozott a dagály lezajlása is. 1887-ben még 3 óra 52 perc kellett a dagályhullámnak, hogy a Bremerhaven és Bréma közötti 65 kilométeres utat megtegye, ma ez az idő mindössze 1 óra 50 perc. A növekvő vízszint (dagály) időtartama is megnőtt, a századforduló idején 2 óra 50 percen át nőtt a vízszint, ma 4 óra 55 perc telik el a teljes apály és a dagály tetőzése között. Míg korábban egyáltalán nem volt jellemző az ún. torlóár-jelenség, addig ma már Vegesackig megfigyelhető a hirtelen emelkedő vízszint.
Az árapály miatt azonban a Weser vize oda-vissza áramlik a mederben. Átlagos vízhozam idején egy víztest 24 nap alatt jut el Brémából Bremerhavenig. Ez idő alatt 48-szor fordul meg a vízáramlás iránya. Az oda-vissza áramlás miatt a környezetszennyezés különösen nagy veszélyt jelent, hiszen a szennyezett vizet a Weser nem szállítja el azonnal.
Az apály és a dagály pillanatában a víz megáll, így hordalékszállítási képessége megszűnik.
Emiatt a hajózóúttá történt kiépítés ellenére az Alsó-Weser Bréma és Brake között napjainkban is zátonyépítő folyam maradt, a vízmélységet állandó mederkotrással tudják csak fenntartani. A meder állandó bolygatása, a vízszennyezés, a partvédő létesítmények és a folyóba akadálytalanul betörő téli vihardagályok a 20. század közepére nagyrészt tönkretették a Weser egykor gazdag élővilágát. Az Alsó-Weser ma inkább tekinthető az Északi-tenger egy hosszú tengeröblének, mint önálló folyamnak.

## A kikötők története

### Bréma első kikötője: a Balge

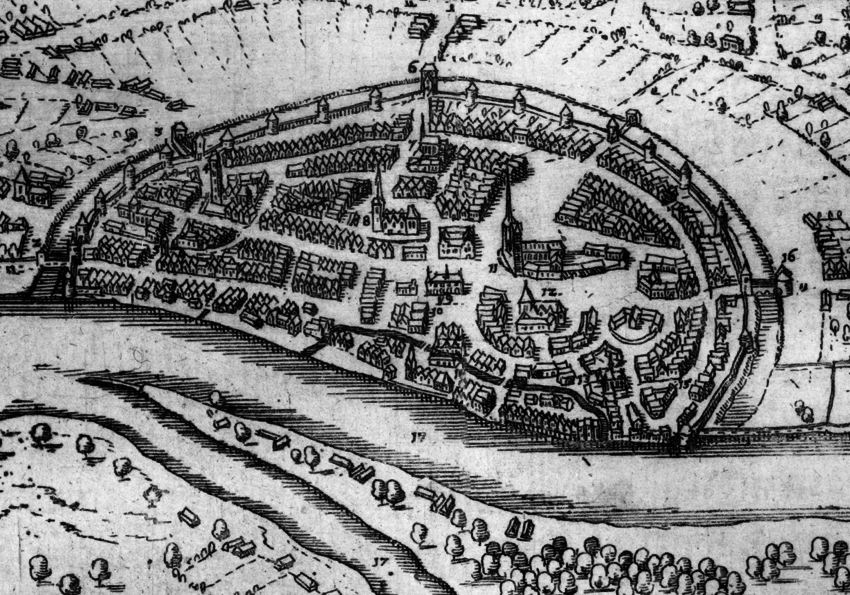
Bréma az 1200-as években. A város közepén húzódó sötét vonal a Balge

Brémát a 700-as évek végén hozták létre, hogy az észak-európai népek keresztény hitre térésének bázisául szolgáljon. Az úttalan vidéken már ekkor is a folyók jelentették a közlekedés fő színterét. A tengerpartok mentén és a folyókon hajózó fríz kereskedők a 800-as években jelentek meg a Weseren. A kezdeti időkben a kikötő pusztán egy állomás volt a kereskedők számára az Északi-tengertől a Weser felsőbb vidékén fekvő városok felé vezető útjukon. A kikötő lendületet adott a város fejlődésének. Az egyre jelentősebbé váló Brémát Karintiai Arnulf keleti frank király 888. június 9-én vásártartási joggal és vámmentességgel ruházta fel, hivatalosan is megalapítván ezzel a város kereskedelmi kikötőjét. A hajókat a mai brémai főtér helyén húzódó Balge-n kötötték ki. A Balge mindössze 100 méter hosszú belvárosi szakasza lett Bréma első kikötője. Partját mindkét oldalon kőszórásokkal megerősítették, északi végénél alakult ki a város üzleti központját jelentő piactér. A Balge eredetileg 30-50 méter széles lehetett, de a középkor folyamán mélysége és szélessége is csökkent, az 1200-as évek végére megszűnt partjain a tengerjáró hajók forgalma.

### A Schlachte

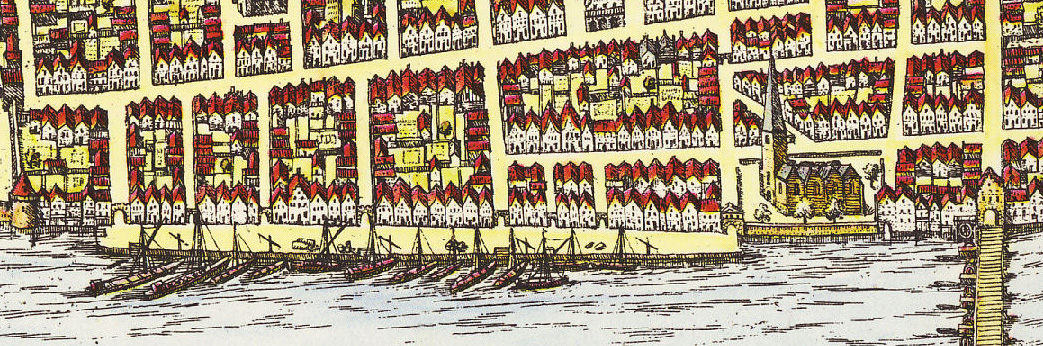
A Schlachte az 1600-as évek elején

A 12. és a 13. század fordulóján új hajótípus tűnt fel az Északi-tenger vidékén. A hansekooge képes volt a partoktól eltávolodva is jelentős mennyiségű rakományt szállítani. A hansekooge azonban mélyebb merülésű volt minden addigi hajótípusnál, így a Weser felsőbb szakasza melletti városokig már nem tudott feljutni. Az árapály-jelenség határán fekvő Bréma ideális helynek mutatkozott arra, hogy a nagyobb méretű tengeri hajókról az árut a Weser felsőbb folyásán is hajózni képes belvízi bárkákra rakodják át. A tengeri és a folyami hajózást ettől kezdve egyre élesebb határ választotta el egymástól. A hajózás két típusának elkülönülését hamarosan fizikai határ is jelezte: az 1241-ben megnyílt Weser-híd alatt már nem fértek át a tengerjáró hajók.
 Az hansekooge már túl nagy merülésű volt, a Balge sekély vizében nem tudott kikötni. A kereskedelem fellendülésével elvált egymástól a vásározó és kereskedelmi hajózó szakma is, többé nem volt szükség arra, hogy az áruval megrakott hajók a piactér mellé fussanak be. A kereskedők ezért a 13. század elején a város Schlachte nevű Weser-partjára telepítették ki a kikötői létesítményeket. A Schlachte 600 éven keresztül volt Bréma fő kikötője. Kezdetben a hajók a Schlachte lapos homokos partjára futottak ki. A 15. században a távolsági kereskedelem fejlődésével újabb hajótípus, a holk jelent meg. Kezdetben a holkok nem tudtak a Schlachte partján kikötni, ezért a Weser közepén vetettek horgonyt és ott rakták át az árut kisebb merülésű hajókra. A későbbiek folyamán a holkok kikötését lehetővé tevő rakpartokat emeltek a Weser partjain. A kor színvonalán modernnek mondható infrastruktúra szolgálta a kikötői tevékenységet. A szállítmányt gémeskútra emlékeztető darukkal rakodták a partra, majd kézzel és szekereken hordták a kereskedők környékbeli utcákban álló raktáraiba. A sötétedés után a városfalakon kívül rekedt hajósok számára a Schlachte déli végénél álló Szent Márton templom szolgált éjjeli menedékül. A Schlachten átrakodott árukról a Schlachtschreiber (német; Schlachte írnoka) vezetett statisztikát. A Schlachteval szemben álló parton hajóépítő műhelyek sorakoztak.
A 16. században a Schlachte infrastruktúráját modernizálták. A slait (alnémet, megerősíteni) szóból származó név utal a Schlachte ekkori kiépítettségére: partjait 1574 és 1590 között a hullámverés és a jégzajlás ellen védő kőszórásokkal és vesszőfonatokkal erősítették meg. A Szent Márton templom melletti rakpartot lebontották és kőfalakkal építették újjá. 1684-ben adták át a kor technikai szenzációjának számító 10 méter magas óriásdarut, amely akár 3 tonnás tömeget is képes volt felemelni.

### A vegesacki kikötő

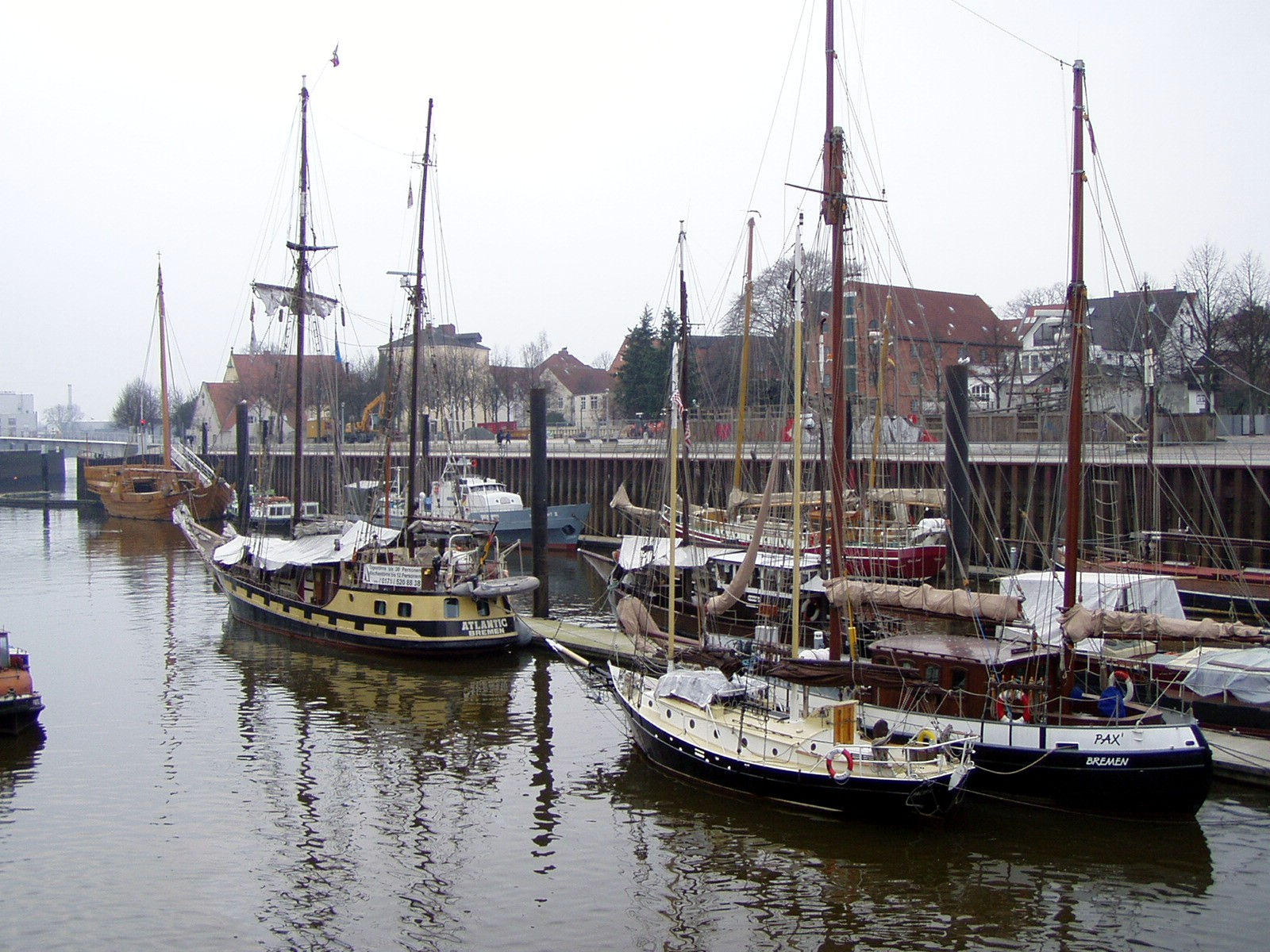
A vegesacki kikötő napjainkban

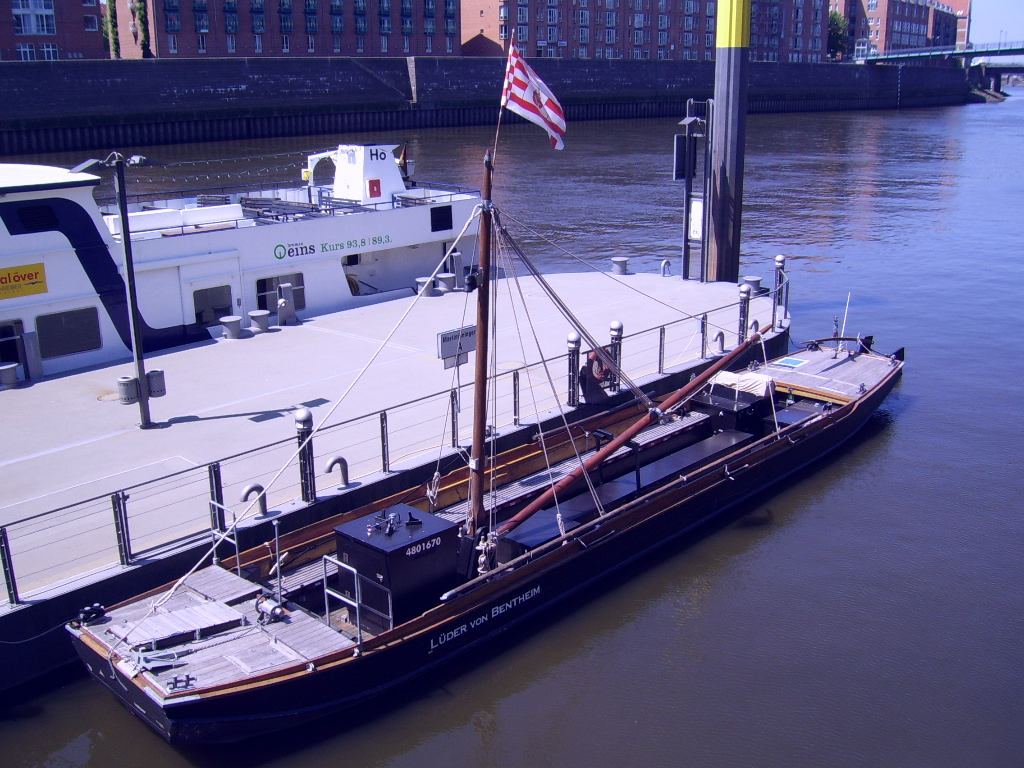
Lüder von Bentheim, egy brémai kahn a Schlachtén kikötve

A 16. század utolsó évtizedeiben a Weser medrének gyorsuló feltöltődése egyre jobban veszélyeztette a brémai kikötő létezését. 1611-ben Haggens Schadtz hamburgi kovács ajánlotta a Hanza-város vezetőinek figyelmébe találmányát, amelynek segítségével újból hajózhatóvá kívánta tenni a Weser város melletti szakaszát. A kísérlet azonban kudarccal végződött. A folyam medrének elfajulása halaszthatatlanná tette a kikötő átszervezését. A Weser Bréma melletti szakasza ekkorra már dagály idején sem volt biztonságos a tengerjáró hajók számára, a vízmélység néhol alig 75 cm volt. A város gazdasági alapját jelentő kikötő léte forgott veszélyben. Bréma tanácsa végül úgy döntött, hogy a Weser alsó folyása mentén egy új átrakó kikötőt létesít, ahol biztonságosan köthetnek ki a nagyobb hajók is. A választás a várostól 15 kilométernyire fekvő Vegesack falura esett. Holland vízügyi mérnökök érkeztek Brémába, akik elkészítették Németország első mesterséges kikötőjének terveit. Bréma városa és a kereskedelmi kamara 11 600 birodalmi márkát áldozott az új kikötő építésére. A vegesacki építkezés 1617-től 1623-ig tartott, a 70 méter széles, 150 méter hosszú és 3,5 méter mély mesterséges medence lett a Hanza-város új előkikötője. Ettől kezdve Bréma megszűnt tényleges tengeri kikötőnek lenni. A Schlachtéra csak a nagyon kis merülésű folyami bárkák, az ún. kahnok közvetítésével jutottak el az áruk. A vegesacki kikötőt a város nagy hatalmú kereskedelmi kamarája, a Tengerhajózás Háza (Haus Seefahrt) üzemeltette és hamarosan igen nyereséges üzleti vállalkozássá tette azt. Ugyanakkor a Hanza-város maradt a kikötői tevékenységek központja, a város biztonságos falain belül működtek a raktárak és a kereskedőházak.
A 18. század során az új kikötő is ugyanazokkal a nehézségekkel nézett szembe, mint a Schlachte. A Weser medrének egyre fokozódó feltöltődése csakhamar Vegesacknál is megnehezítette a hajók mozgását. A kor legnagyobb vitorlásai a 18. század végére már Vegesackig sem tudtak felhajózni. Az Oldenburgi Nagyhercegség által létrehozott brakei kikötőben évente 300 hajó terhét rakodták át a lapos fenekű brémai bárkákra, a kahnokra. Vegesack kikötőjének közvetítő szerepe fokozatosan leépült.

### Bremerhaven megalapítása és felvirágzása

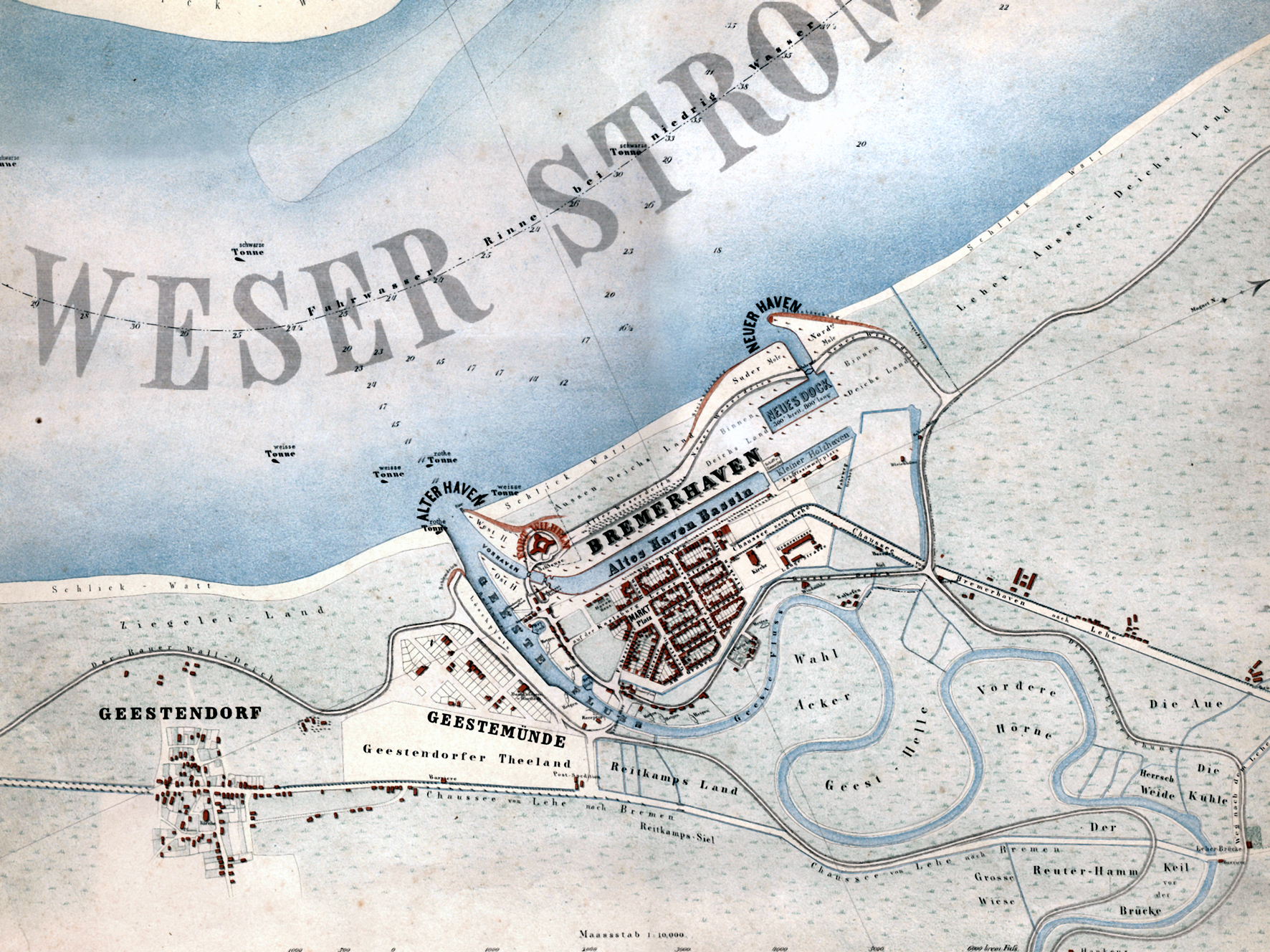
Bremerhaven térképe 1849-ből

A brémai kikötőt súlyosan érintette a napóleoni háborúk idején a brit tengerészet blokádja. A háború végeztével fellendült a kereskedelem és egyre jelentősebbé vált a transzatlanti forgalom. A brémai kereskedők ebben az időben az oldenburgi fennhatóság alá eső brakei kikötőt használták előkikötőként, amely nem volt vámszabad terület. Hogy a konjunktúrát meglovagolhassa, a városi szenátus tárgyalásokat kezdett a Hannoveri Királysággal egy a Weser torkolatában fekvő terület megvásárlásáról. 1827. május 1-jén vált a városállam a terület tulajdonosává. A Bremerhaven névre keresztelt exklávéban megkezdődött az új kikötőmedencék építése. Alig 3 év alatt épült meg a Régi kikötő, amelyet egy zsilip kötött össze Weserrel. 1852-ben a lendületesen növekvő hajóforgalom számára megnyitották a második dokkot , az Új kikötőt, amelyet hamarosan északi és déli irányban bővítettek is. A forgalom a 19. század második felében azonban olyan dinamikusan növekedett, hogy már 1872-ben el kellett kezdeni a harmadik kikötőmedence, a Kaiserhafen (magyarul: Császárkikötő) építését. Az 1875-ben megnyílt Kaiserhafent már 1881-ben tovább kellett bővíteni.

### A brémai kikötő újraalapítása
A bremerhaveni kikötőmedencék 1830-as megnyitása után a brémai városi kikötő jelentőségét veszítette. Tengerjáró hajók egyáltalán nem látogatták, a Weser pedig már a folyami bárkák számára sem volt biztonságos. Míg azonban Bremerhaven csak egy kihelyezett kikötőtelep volt az Északi-tenger partján mindössze 15 ezer lakossal, addig a 19. század második felére Bréma modern várossá alakult át. A város lélekszáma 1875-ben meghaladta a 100 000 főt, kohók, gépgyárak telepedtek meg a Weser partjain és bőségesen állt rendelkezésre a munkaerő. A várost sokkal jobb közlekedési kapcsolatok kötötték Németország belső vidékeihez, mint Bremerhavent. Bréma városa – a hajózást lehetetlenné tevő Wesertől eltekintve – sokkal kedvezőbb helyszínnek tűnt egy tengeri kikötő számára, mint Bremerhaven. 1880-1881 tele tragikus volt Bréma számára. A Weseren karácsonykor levonuló árvíz szintjét a szigetek között feltorlódó jégtáblák tovább emelték. A jeges áradat áttört a gátakon, tönkretette a Schlachte létesítményeit és elárasztotta a belvárost, majd hasonló károk keletkeztek a februári árvíz alkalmával is. A folyam medrének elfajulása ekkora már nem a városi kikötő működését, hanem Bréma városának biztonságát veszélyeztette. A Weser hajózhatóvá tételének irányába szorította a Brémát a Német Császárság is, amely saját vámterületét is ki kívánta terjeszteni az addig vámszabadságot élvező Hanza-városra mondván, hogy Brémában nem üzemel tengeri kikötő. A vámszabadság elvesztése károkat okozott volna a patinás kereskedőházaknak. A Weser szabályozása nem tűrt további halasztást.

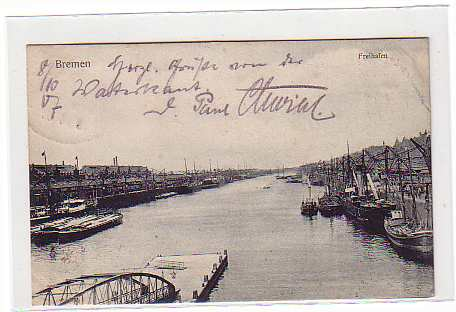
Az Europahafen 1907-ben

A város szenátusa a Weser rendbetételét már jó ideje szorgalmazó Ludwig Franziust bízta meg a szabályozási tervek elkészítésével. Franzius a Hanza-város építési főigazgatójaként évekig vizsgálta a Wesert. Mérte a vízáramlás erejét, a hordalékmennyiséget és a folyó környezetének talajadottságait. A Weser szabályozását 1883 júliusában kezdték meg, miután a Német Császárság vámszabad kikötő megalapítására adott engedélyt Bréma városban. 1885-ben megkezdődött korának legnagyobb kikötőépítése a Bréma belvárosának északi peremén. Az Europahafen 2000 méter hosszú és 120 méter széles volt. A folyamot 5 méteres mélységre kortorták ki és több kanyarulatot is levágtak. A munkálatok 30 millió birodalmi márkát emésztettek fel. Ludwig Franzius hajója, a Tide 1888. október 21-én az érkező dagály első hullámaival ünnepélyesen befutott a Europahafen vizére, megnyitván ezzel az új brémai kikötőt.

### Kikötőfejlesztés a századfordulón
A Weser hajózhatóvá tételével Bréma lett a kikötőfejlesztés fő területe. Az Europahafen 1888-as megnyitása után a Hanza-város újabb kikötőmedencék felépítésébe kezdett a Weser jobb partján. 1891-ben kezdődött és 9 évig tartott a Holzhafen (Faárúkikötő) építése. 1902-ben kezdték kimélyíteni az Überseehafent (Tengerentúli kikötő). 1905-ben indult meg a hajógyártás a szintén újonnan létrehozott Werfthafen (Hajógyári kikötő) melletti AG Weser hajógyárban. 1907-ben kezdődött az Industriehafen (Ipari kikötő) építése, amely a város mindmáig egyetlen zsilippel védett kikötőmedencéje lett. Az ipari kikötő az első világháborút megelőző években nyerte el fésűre emlékeztető formáját.

## Jelenlegi infrastruktúra és területhasználat

### Konténerterminálok

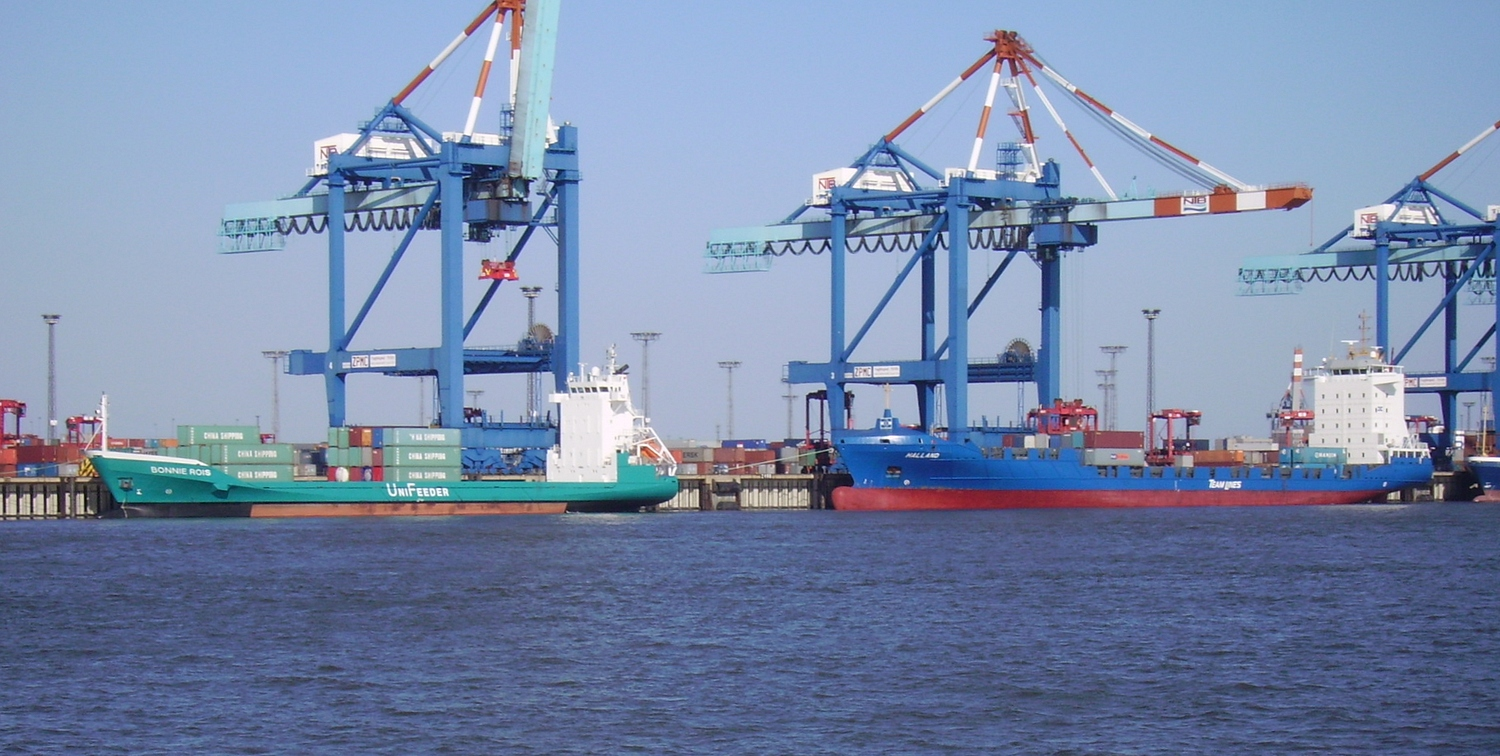
Kis konténerhajók Bremerhavenben

A bremerhaveni konténerterminál 1968 óta épül. A kezdetben csupán egy nagy hajónak kikötőhelyet kínáló Stromkaje (folyami rakpart) kiépítésére több szakaszban került sor. Az 1982 óta Wilhelm Kaisen nevét viselő terminál növekedése az 1980-as évek végén gyorsult meg, amikor egyértelművé vált, hogy a konténeresítés a szállítás minden más formáját háttérbe szorítja. Napjainkra a rakpart hossza elérte a 4,9 kilométert, egyszerre 14 nagy óceánjáró és több kisebb hajó fogadására képes. A Wilhelm Kaisen konténerterminálon 2007-ben 48 milliónyi tonna áru, azaz majdnem 5 millió konténeregység haladt át. A Stromkaje a világ 20. és Európa 4. legnagyobb forgalmú konténerterminálja, partjainál a világ legnagyobb konténerszállító hajói is ki tudnak kötni. A brémai kikötőkben megforduló konténerek 99%-át ezen a terminálon rakodják át.
1966-ban Bréma kikötőjében ért partot az első Európába címzett konténerszállítmány. A város az újonnan létesített neustadti kikötőmedencében építette fel az első konténerterminált. A neustadti és a bremerhaveni konténerterminálok 30 éven át párhuzamosan működtek, ám az óceáni hajók méretének növekedése miatt az 1980-as évek végére a bremerhaveni Stromkaje lett a fejlesztések súlypontja. 1996-ban a neustadti konténerterminált bezárták, a konténerforgalmat teljesen Bremerhavenbe irányították. A brémai városi kikötő forgalma ezek után hanyatlott, a város termináljai messze kapacitásuk alatt működtek. A 2000-es évek közepére vált nyilvánvalóvá, hogy a brémai rakpartok elzárása a rohamosan növekvő konténerforgalom elől nem csupán üzleti lehetőség elszalasztását jelenti, hanem kifejezetten káros a város vállalatai számára. A jeget 2005-ben a Weserport nevű terminálüzemeltető törte meg, amikor bejelentette, hogy saját konténerterminál építésébe kezd az ipari kikötőben. 2008 nyarán a BLG döntött úgy, hogy újraéleszti a lezárt neustadti konténerterterminált.
| Terminál neve                   | Város       | Területe (Hektár) | Hajóforgalom (Hajóérkezés/év) | Kikötőhelyek száma | Földrajzi koordináták                                      |
| ------------------------------- | ----------- | ----------------- | ----------------------------- | ------------------ | ---------------------------------------------------------- |
| Wilhelm Kaisen konténerterminál | Bremerhaven | 300               | 5300                          | 14                 | é. sz. 53° 35′ 10″, k. h. 8° 32′ 10″53.586111°N 8.536111°E |
| Weserport CT                    | Bréma       | 4                 | -                             | 1                  | é. sz. 53° 07′ 20″, k. h. 8° 42′ 50″53.122222°N 8.713889°E |
| BLG Inland Terminal             | Bréma       | 5                 | -                             | 1                  | é. sz. 53° 06′ 30″, k. h. 8° 44′ 10″53.108333°N 8.736111°E |

### Autóátrakó terminálok

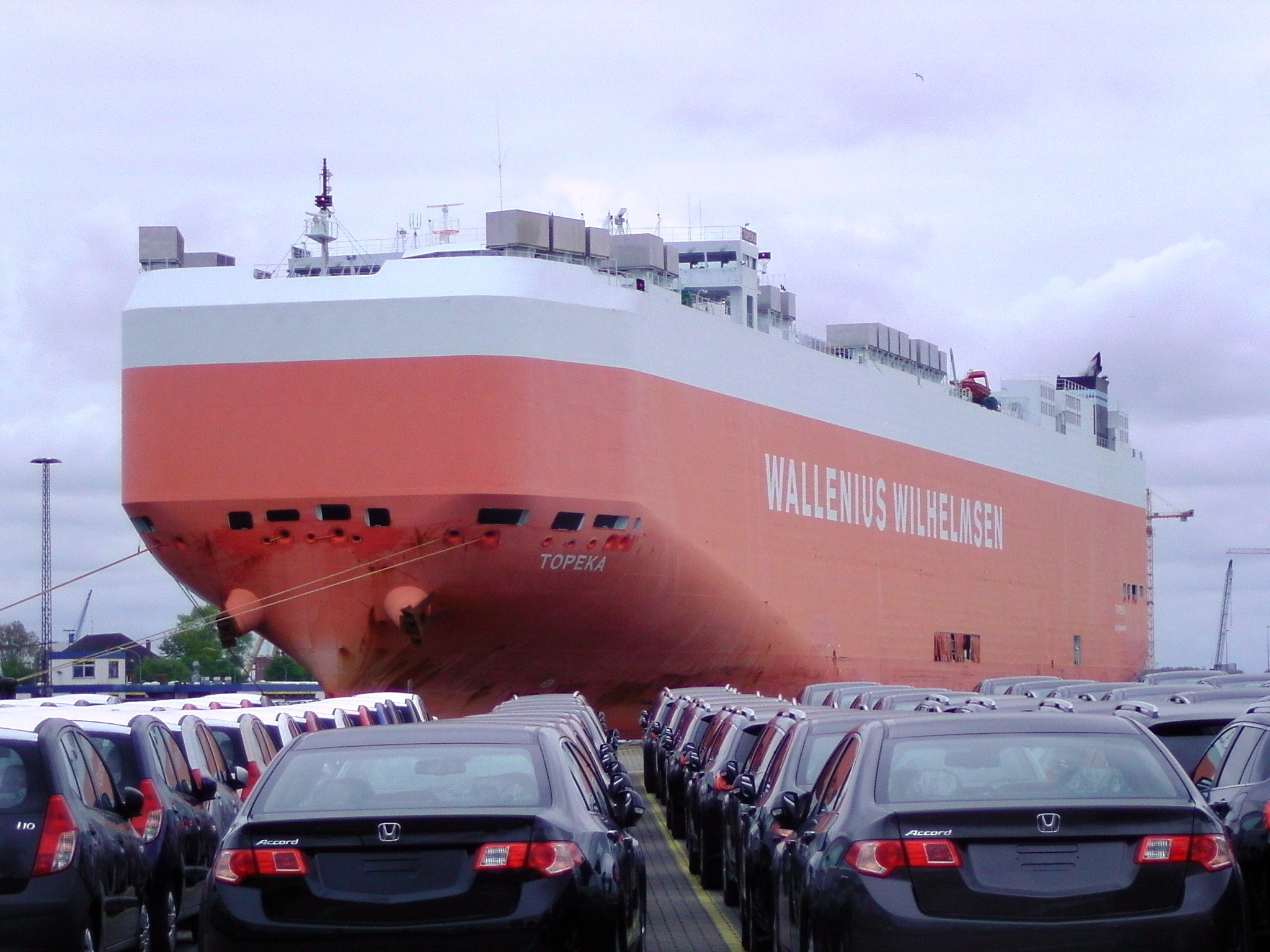
Behajózásra váró járművek Bremerhavenben

Az 1970-es években kezdték átépíteni a Bremerhaven északnyugati részén fekvő kikötőmedencéket autóátrakó terminálokká. Előbb a Kaiserhafen és a Nordhafen, majd 2008-ra az Osthafen nevű kikötőmedencék környékét foglalták a parkolók. Az átrakásra várakozó járművek számára több emeletes, viccesen „autoregalnak” (kocsipolcnak) nevezett hatalmas parkolóházakat építettek. A behajózás előtt itt végzik a járművek útra való felkészítését, egyes típusok számára a végszerelést és festést. A területen egy adott időpontban képesek akár 120 000 személyautó tárolására is. A bremerhaveni BLG-Autóterminal a Európa legnagyobb méretű és teljesítményű autókikötője. Évente 1300-nál több különböző méretű, speciálisan személyautók szállítására kiképzett teherhajó fut be a terminálhoz, amelynek teljesítménye 2025-re a jelenleginek több mint duplája lesz. Bremerhavenben a világ minden minden részéről érkezett autók megfordulnak.
Az egykori Bremer Vulkan hajógyár szárazdokkjának helyén 1998-ban kezdték építeni az Egerland Car Terminal nevű létesítményt. A brémai szenátus a saját tulajdonában lévő BLG-re veszélyes versenytársnak ítélte az Egerlandot, ezért a beruházónak vállalnia kellett, hogy a Egerland CT teljesítménye egyetlen évben sem fogja meghaladni a bremerhaveni BLG-autóterminálok forgalmának 1%-át. A brémai autoterminálhoz 2000-ben futott be az első autószállító, napjainkban japán és dél-koreai autók importja és német használtautók exportja zajlik.
| Terminál neve         | Város       | Területe (Hektár) | Hajóforgalom (Hajóérkezés/év) | Kikötőhelyek száma | Földrajzi koordináták                                      |
| --------------------- | ----------- | ----------------- | ----------------------------- | ------------------ | ---------------------------------------------------------- |
| BLG Autoterminal      | Bremerhaven | 62                | 1300                          | 14                 | é. sz. 53° 34′ 34″, k. h. 8° 33′ 34″53.576111°N 8.559444°E |
| Egerland Car Terminal | Bréma       | 20                | 25                            | 2                  | é. sz. 53° 10′ 26″, k. h. 8° 35′ 24″53.173889°N 8.590000°E |

### Hagyományos áruk termináljai

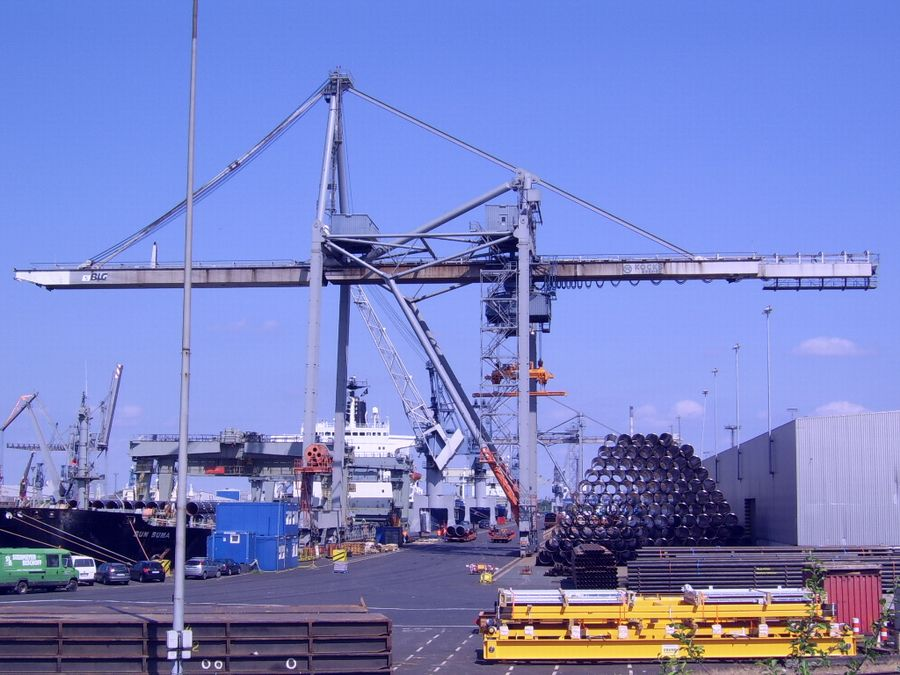
A neustadti BLG-Cargo terminál

A konténeresítés 20. század végén robbanásszerűen terjedt. A nem konténeresített ún. általános rakományok (angolul: general cargo) forgalma 1980-tól kezdve zuhant, emiatt a brémai városi kikötő nagy részét az 1990-es években bezárták. Nem konténeresíthető azonban minden áruféleség. A csövek, acéllemezek, acéltuskók, faáruk, túlméretes berendezések és mozdonyok rakodását továbbra is konténerek nélkül kellett megoldani. Az általános rakományok kezelését teljes egészében a brémai városi kikötőben koncentrálják. A legnagyobb ilyen terminál a neustadti kikötőmedence partjait elfoglaló BLG-Cargo terminál. Itt fa, acélcsövek és túlsúlyos illetve túlméretes berendezések átrakodása zajlik. A neustadti kikötőmedencében teszik hajóra az Ariane rakéta Brémában gyártott részegységeit is. Az egykori Hornisse bunker bejáratát is acélárú terminállá alakították át. Az ipari kikötőben három hagyományos teheráru terminált működtet a Weserport. A Weserport rakpartjain főként a szomszédos acélgyárban gyártott acéltuskókat és más acélárut rakodnak.

Míg a nem konténeresített áruforgalom világszerte visszaszorulóban van, addig Brémában sikerült növelni az átrakodott mennyiséget. A brémai városi kikötő sikerrel hódította meg a hagyományos termékek átrakásának piacát, napjainkban már Hamburgot is megelőzi.

### Ásványi anyagok lerakatai

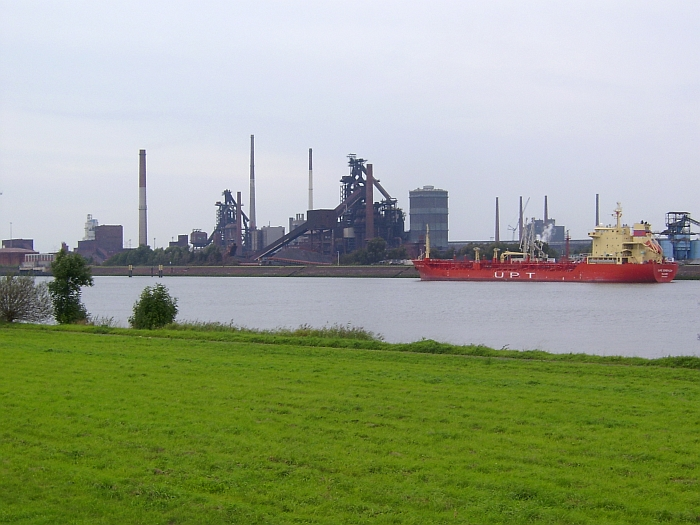
Az import nyersanyagok gyáróriásokat táplálnak

A bremerhaveni kikötő ásványi anyagokat egyáltalán nem fogad, e termékek forgalma teljesen a brémai városi kikötőre koncentrálódik. Bréma – bár nem tartozik az ország legfontosabb iparvárosai közé – nehézipari centrum. A nagy mennyiségű nyersanyagot felhasználó gyárak és erőművek kivétel nélkül a Weser mellé telepedtek le. E létesítményeket az olcsón hozzáférhető nyersanyag vonzotta a folyam mellé. A brémai városi kikötő forgalmának mintegy felét teszi ki a nyersanyagimport. A legjelentősebb importőr a Klöckner acélgyár, amely minden vasgyártáshoz szükséges alapanyagot a tengeren túli partnereitől vásárol. A gyár saját rakparttal rendelkezik, ahol panamax méretig köthetnek ki teherhajók. Szintén saját rakpartja van a fargei erőműnek és az ipari kikötő erőművének, mindkettő az északi sarkvidékről importált szénnel működik. A városi kikötőben több apró tartálytelep is működik, amelyek már feldolgozott kőolajszármazékokat fogadnak. Az ipari kikötőben az ásványi anyagok importja számára ún. nyilvános rakpartok működnek; e rakpartokon olyan cég is kirakathatja a megrendelt nyersanyagot, amely nem rendelkezik saját fogadó infrastruktúrával. A brémai városi kikötőben szénen, vasércen és ásványolajon kívül koksz, cement, építőanyagok és műtrágya kirakodása folyik. Az egyetlen exportált nyersanyag az ócskavas, amelyet Indiába küldenek.

### Mezőgazdasági termékek átrakóhelyei

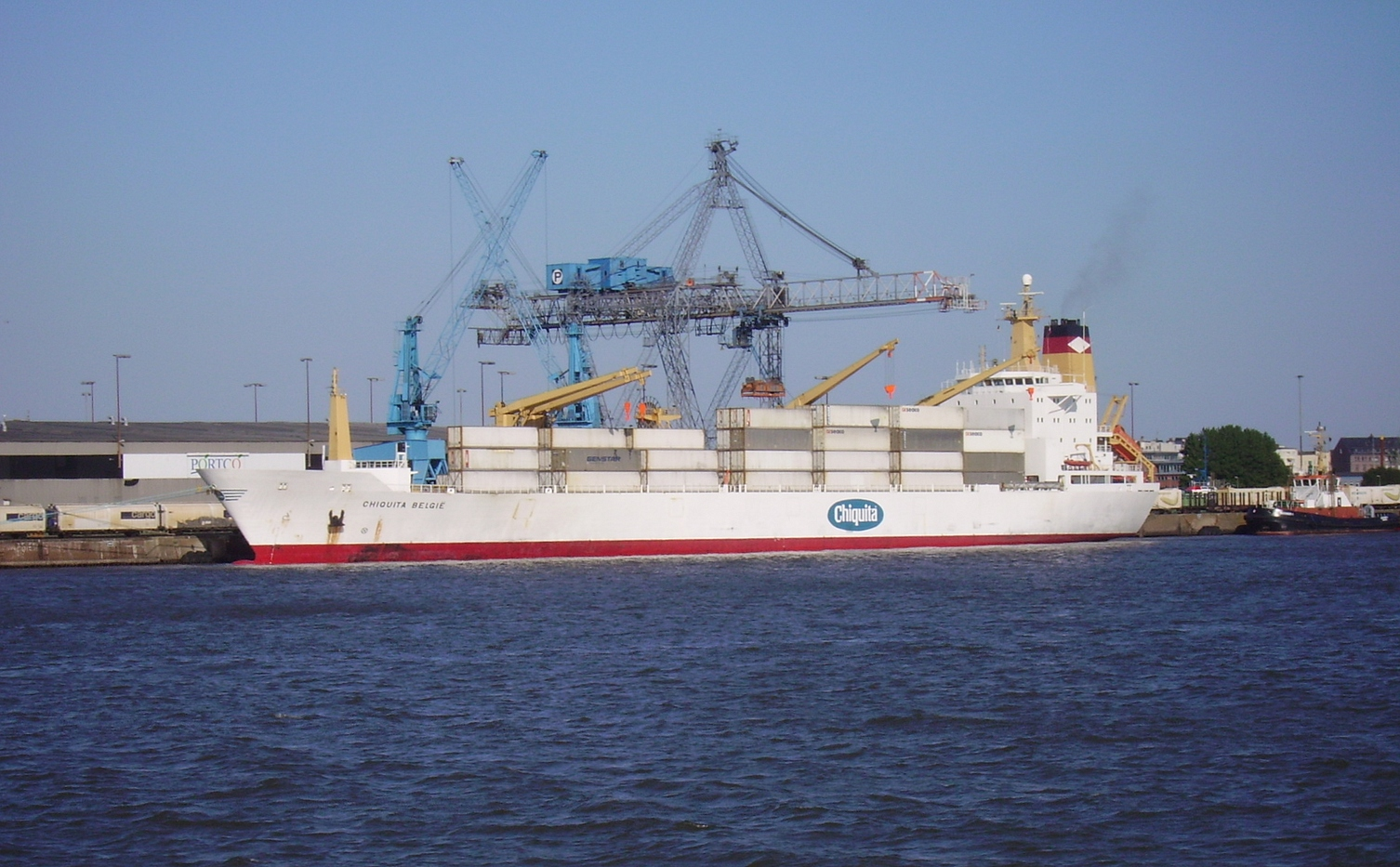
Hűtőhajó a bremerhaveni Colombus-szigetnél

Valaha Bréma a német gabonakereskedelem és az egzotikus gyümölcsök kereskedelmének egyik központja volt. Részben a technikai fejlődés, részben Németország külkereskedelmi szerkezetének megváltozása vezetett oda, hogy a weser-parti kikötővárosokban a mezőgazdasági termékek forgalma hanyatlik. A trópusi gyümölcsök kirakodása ma már teljes egészében Bremerhavenben zajlik, ahol hűtőházak fogadják a Dél-Amerikából és Afrikából érkező hajókat. A brémai városi kikötő gabonaforgalma ma csupán árnyéka korábbi önmagának. Az egykor hatalmas forgalmat lebonyolító Gabonatároló kapacitásának alig 1%-ával működik. A Holzhafen nevű kikötőmedence melletti malmok közül már csak a Roland malom működik, több hasonló létesítmény megszűnt, illetve elköltözött a Hanza-városból. Szintén az elmúlt évtizedekben szűnt meg teljesen a kávé és a gyapot behozatala. Újdonság viszont a sörgyártáshoz használt komló importja.

### Zsilipek
A Weseren az állandóan ingadozó vízszint megnehezíti a hajók kirakodását. A zavartalan rakodás érdekében a folyó mellett több, zsilippel védett, így állandó vízállású kikötőmedencét építettek. A zsilip nem csak védi a mögötte elterülő kikötőmedencét, de áteresztőképességével be is határolja annak kapacitását. A kikötők történetében a zsilipeket többször át kellett építeni, hogy az egyre nagyobb hajóknak is megfeleljenek.
| Zsilip neve (Név magyar megfelelője)         | Város       | Összekapcsolt vízfelületek | Építés (év)                             | Hossz (méter)         | Mélység (méter)        | Szélesség (méter)       | Földrajzi koordinátái                                      |
| -------------------------------------------- | ----------- | -------------------------- | --------------------------------------- | --------------------- | ---------------------- | ----------------------- | ---------------------------------------------------------- |
| Nordschleuse (Északi-zsilip)                 | Bremerhaven | Nordhafen – Weser          | 1927-1931                               | 372                   | 14,5                   | 60                      | é. sz. 53° 34′ 15″, k. h. 8° 32′ 59″53.570833°N 8.549722°E |
| Kaiserscheluse (Császárzsilip)               | Bremerhaven | Kaiserhafen – Weser        | 1892-1897 (építés) 2008-2010 (átépítés) | 223 (1897) 305 (2010) | 7 (1897) 13 (2010)     | 45 (1897) 55 (2010)     | é. sz. 53° 33′ 28″, k. h. 8° 33′ 34″53.557778°N 8.559444°E |
| Fischereihafenschleuse (Halászkikötő-zsilip) | Bremerhaven | Fischereihafen – Weser     | 1921-1925 (építés) 1996-2000 (átépítés) | 100 (1925) 181 (2000) | 8,5 (1925) 10,5 (2000) | 28 (1925) 35 (2000)     | é. sz. 53° 31′ 57″, k. h. 8° 34′ 42″53.532500°N 8.578333°E |
| Schleuse Neuer Hafen (Új Kikötő-zsilip)      | Bremerhaven | Neuer Hafen – Weser        | 1847-1852 (építés) 2005 (átépítés)      | 62,5 (2005)           | 6,5 (2005)             | 14 (2005)               | é. sz. 53° 32′ 46″, k. h. 8° 34′ 14″53.546111°N 8.570556°E |
| Schleuse Oslebshausen (Oslebshauseni zsilip) | Bréma       | Industriehafen – Weser     | 1906-1910 (építés) 2000-2001 (átépítés) | 250 (1910) 250 (2000) | 8,0 (1910) 9,5 (2000)  | 32,2 (1910) 32,2 (2000) | é. sz. 53° 07′ 12″, k. h. 8° 42′ 37″53.120000°N 8.710278°E |

## Hajógyárak
Mind a brémai, mind a bremerhaveni kikötőben nagy múltja van a hajógyártásnak. A hajógyárak virágkora a 20. század elejére és közepére esett. A városállam hajógyáraiban világ és a kor legnagyobbjai közé tartozó tengerjáró hajók épültek, míg a hajógyártás több ezer embernek kínált munkát. A 70-es évektől kezdve a koreai, majd később a kínai gyárak keltette árverseny megviselte a német hajógyárakat, közülük több meg is szüntette működését.

### Hajógyárak Brémában

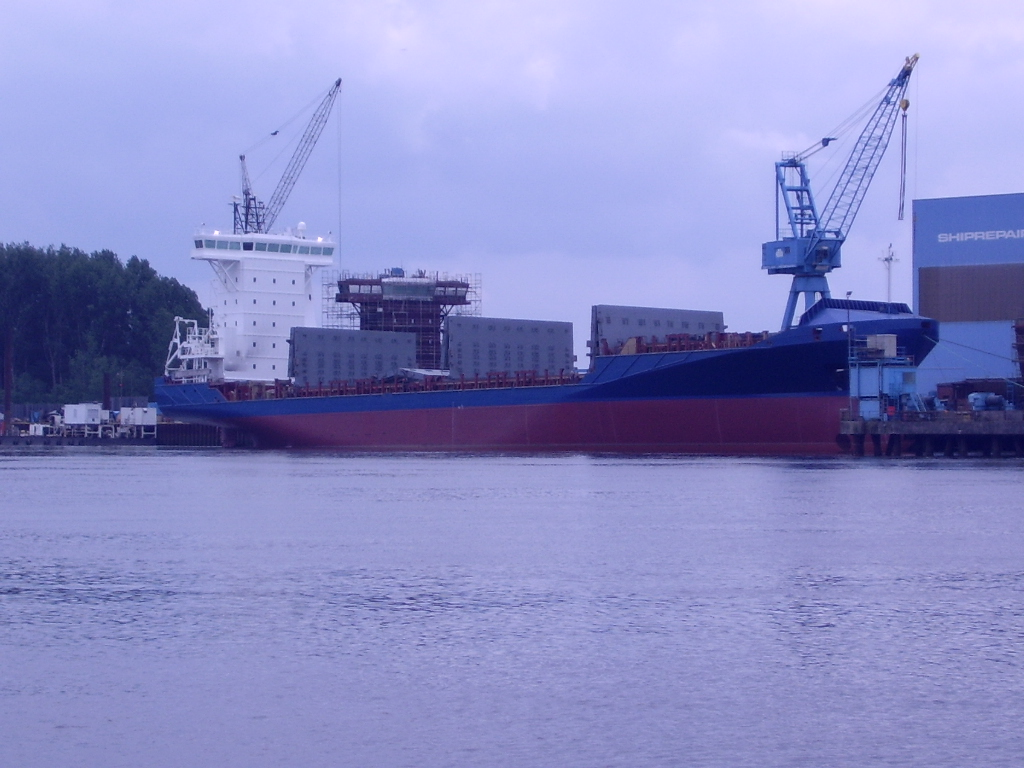
Épülő konténerhajók a Rolandwerft telephelyén

Bréma legnagyobb hajógyára az AG Weser volt. A cég 1905-ben települt a városba, története során kereskedelmi és hadihajókat gyártott. Itt készültek a Norddeutscher Lloyd zászlóshajói és számtalan apróbb teherhajó. Az AG Weser a világháborúk idején tengeralattjárók építésével is kísérletezett, e tevékenység ma is látható emléke a Hornisse és a Valentin bunkerek. A második világháború után a Weser AG-nál épültek a valaha Európában gyártott legnagyobb tartályhajók. Az AG Weser-t az 1970-es évek olajárrobbanása miatt visszaeső kereslet legyengítette, 1983. december 31-én a gyár bezárt. Helyén ma egy bevásárlóközpont működik.

Bréma északi elővárosában, Vegesack Weser-partján 1905-ben kezdte meg a hajók építését a Bremer Vulkan hajógyár. A háborúk idején kisebb hadihajókat és tengeralattjárókat állítottak össze. A második világháború után a Bremer Vulkan Németország legnagyobb hajógyárává küzdötte fel magát, majd a '90-es évek közepén az egész ország figyelmét felkeltő korrupciós és pénzügyi botránysorozat közepette összeomlott. Egykori telephelyén autóátrakó terminált alakítottak ki.

Napjainkban már csak két közepes méretű gyárban építenek hajókat. A Vegesackban működő Rolandwerft kisméretű konténerszállító hajókat gyárt, elsősorban a kontinensperemi hajóforgalom számára. A Lürssen a világ egyik legelismertebb jachtépítő cége. Napjainkban kizárólag a vevők egyedi igényei szerint kivitelezett óriásjachtokkat állítanak elő.

### Hajógyárak Bremerhavenben

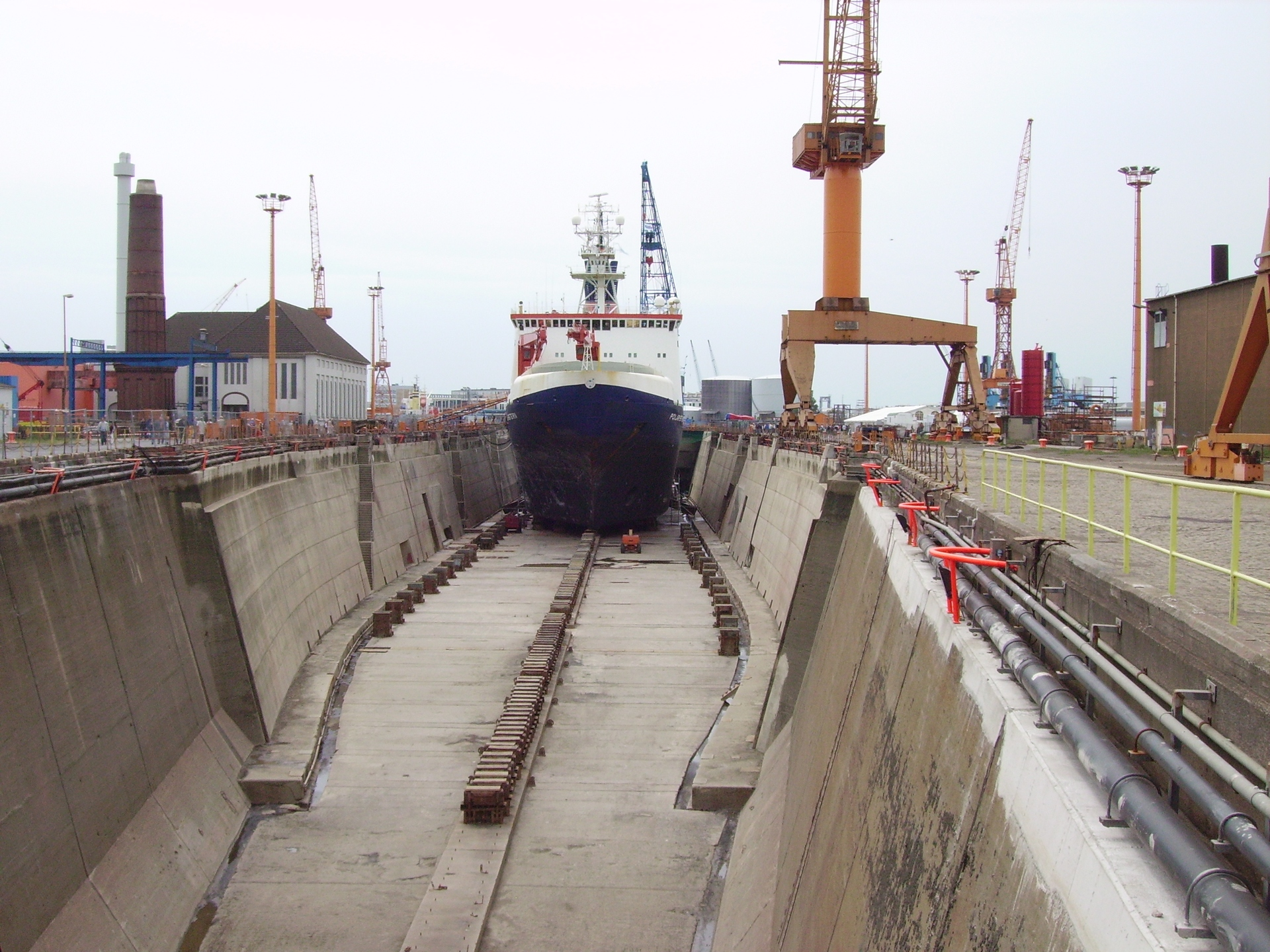
A Lloydwerft szárazdokkja

A Lloydwerft hajógyárat azért hozták létre, hogy a Norddeutsher Lloyd hajózási társaság kivándorlóhajóit Bremerhavenben javíthassák. A Lloyd csődje után a Lloydwerft önálló vállalattá vált. A Lloydwerft a brémai kikötők egyetlen szárazdokkjának tulajdonosa. Ebben a hajógyárban ma már nem zajlik tényleges hajóépítés, mindössze a sérült hajók kijavítását és átépítését vállalják. A gyár speciális tevékenysége a hajók meghosszabbítása.
 Bremerhaven egyetlen ténylegesen hajók előállításával foglalkozó cége a Schichau Seebeck, amely a halászkikötő nevű kikötőmedence mellett fekvő telephelyén állít elő hajókat. A Seebeck napjainkban kisebb konténerszállító hajókat és kompokat épít.

## Szervezet és igazgatás
A kikötők rendkívüli jelentőséggel bírnak a városállam gazdasági életében, ezért a tartomány a miniszteri szinten ellenőrzi azok működését. A kikötő távlati fejlesztési politikáját a gazdasági és kikötőügyi szenátor határozza meg. A rendszert felügyelő szenátor célja az, hogy a kikötő a lehető legmagasabba adóbevételhez juttassa a tartományt, illetve a biztos munkahelyet kínáljon a brémaiaknak.

## Környezetvédelem

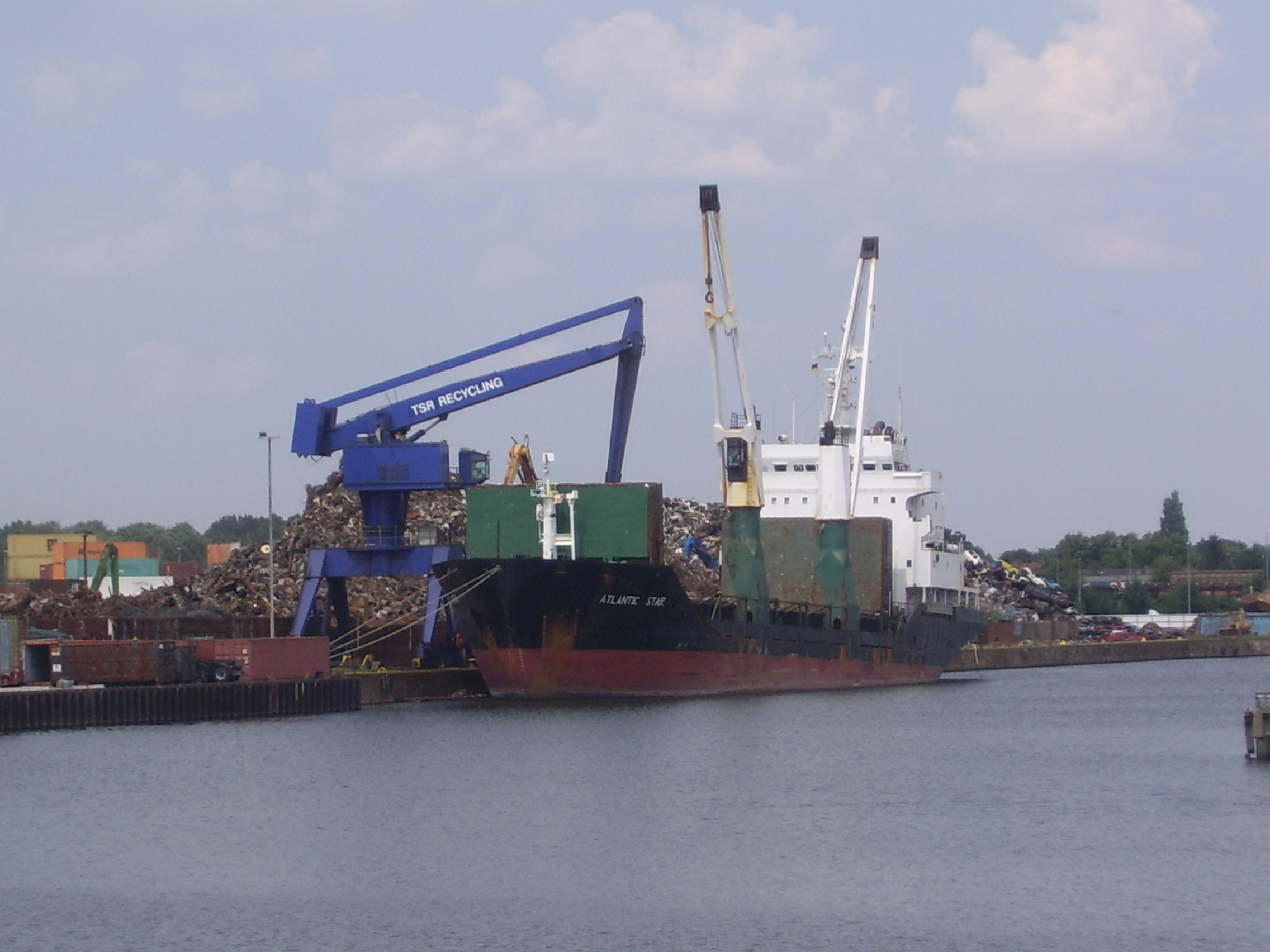
Környezetre veszélyes anyagok a rakparton: hulladék fém átrakása Brémában

A kikötők saját területükön messze túlnyúló környezetátalakító hatást fejtenek ki. A rakpartok mellett a vízkormányzó létesítmények, a mederkotrás és az árvízvédelem jár jelentős tájátalakítással. A Weser mellé telepedett ipar szennyezést bocsát ki, míg a hajóforgalom a folyami élővilágot zavarja. Ezért a Bréma tartomány és a kikötőt fejlesztő Bremenports a várhatóan 2008-ban a városállam fennhatósága alá kerülő Luneplate-n ún. kompenzációs területet alakítanak ki.
Mindkét brémai kikötő számára szűk keresztmetszetet jelent a kikötőmedencék és a Weser kotrásából származó üledék elhelyezése. A zsilipekkel leválasztott kikötőmedencék vízminősége a legrosszabbak közé tartozik, a fenekükön lerakódó üledékben a hajók üzemanyagából, az átrakott anyagokból, illetve a partokon folyó ipari tevékenységből származó szennyeződések vannak. A kikötőigazgatóság a brémai Seehausen városrész közelében üzemelteti azt a lerakóhelyet, ahol a hajózóutak kotrásából származó anyagot elhelyezik. A Weserből származó homokos-kavicsos üledéket 2010-ig főként az új építésű bremerhaveni terminálok területének feltöltéséhez, illetve németországi útépítésekhez használták. 2011-től kezdve a Weserből kikotort üledéket a rotterdami nemzetközi lerakóhelyre szállítják.

## Építészeti emlékek, látványosságok a kikötőben

### Bréma
- Gabonatároló – A német gabonakereskedelem egykori központja.
- Hornisse – Tengeralattjárók gyártásához épített fedezék.
- Roland-malom – A malom és környezete a 20. század hajnalának kikötői technikáját és hangulatát őrzi.
- Speicher XI – Egykoron vámraktár, ma főiskola otthonául szolgáló műemlék.
- Valentin – Az 1943-1945 között felépített bunkerdokk ma a második legnagyobb még álló tengeralattjáró-fedezék a világon.

### Bremerhaven
- Alter Hafen – Bremerhaven első kikötője, ma hajómúzeum
- Neuer Hafen – Bremerhaven második kikötője, jachtkikötő
- Német Tengerhajózási Múzeum
- Kivándorlók háza – az Európát a századfordulón elhagyók múzeuma
- Langlütjen – a Wesert védő erődszigetek
- Bremerhaveni világítótorony- az első szárazföldi német világítótorony

## A kikötőhöz köthető személyiségek
- Ludwig Franzius – a Weser szabályozását megtervező mérnök és az Europahafen építője.
- Wilhelm Kaisen – brémai polgármester, nevét viseli a bremerhaveni konténerterminál.
- Karintiai Arnulf – a kikötő alapítója.
- Kepes Gyula – a brémából a spitzbergákra induló expedíció magyar tagja.
- Johann Smidt – politikus, teológus, Bremerhaven alapítója

## A kikötőhöz köthető híres hajók
- Schulschiff Deutschland – Múzeum- és szállodahajó a Lesum folyó torkolatában.
- Brémai kooge – 1962-ben, a neustadti kikötőmedence építésekor talált középkori roncs
- Seute Deern – A bremerhaveni Régi kikötő vizén álló múzeumhajó
- Wilhelm Bauer – A bremerhaveni Régi kikötő vizén veszteglő tengeralattjáró
- Feuerschiff Elbe 3 – a világ legrégebbi, még üzemképes tűzoltóhajója
- Alexander von Humboldt – Brémában gyártott iskolahajó

## Érdekességek
- A brémai ipari kikötő erőművének 250 méter magas kéménye Bréma Szabad Hanza-város tartomány legmagasabb épülete.
- A bremerhaveni kikötő ad otthont a világ egyik legnagyobb vitorláshajó-találkozójának a Sail Bremerhaven fesztiválnak.
- Minden év szeptemberében a kikötőhatóság és a kikötőben tevékenykedő vállalkozások közösen szervezik meg a Hajózás Hete nevű rendezvényt, amelyen a közönség – egyfajta nyílt napként – közelről ismerkedhet meg a rakpartok mindennapjával.

### Könyvek, kiadványok
- (2005. február) „Bremische Häfen (Brémai kikötők melléklet)”. THB Deutsche Schiffahrts-zeitung 58. (0), 1 –16. o. ISSN 1618-5234.
- (2007. március 24.) „Bremische Häfen (Brémai kikötők melléklet)”. THB Deutsche Schiffahrts-zeitung 60. (0), 1 – 20. o. ISSN 1618-5234.
- (2007. március 28.) „Bremische Häfen (Brémai kikötők melléklet)”. THB Deutsche Schiffahrts-zeitung 61. (0), 1 – 24. o. ISSN 1618-5234.
- MASTERPLAN HAFEN- UND LOGISTIKZENTRUM LINKS DER WESER (PDF), 1. (német nyelven), Bréma: Bremenports, 1 – 67. o. [2006. november]. Hozzáférés ideje: 2008. július 22.[halott link]
- Bremenports (2006. augusztus). „PORTS OF BREMEN – Gateway to Europe” (német és angol nyelven). Weserlotse – Logistic Pilot 59. évfolyam (4.), 1–36.. o. ISSN 1403-2756.
- Bremenports (2006. október). „Automotive + RO/RO (különszám)” (német és angol nyelven). Weserlotse – Logistic Pilot 59. évfolyam (5. szám), 1 – 36. o. ISSN 1403-2756.
- Bremenports (2008. április). „Green Logistics (különszám)” (német és angol nyelven) (PDF). Weserlotse – Logistic Pilot 61. évfolyam (2. szám), 1 – 36. o. ISSN 1403-2756. (Hozzáférés: 2008. július 22.)[halott link]

- Bremenports. Industriehafenbroschuere (PDF), 1 (német nyelven), Bréma: Keyports marketing [2006]. Hozzáférés ideje: 2008. július 22.[halott link]
- MASTERPLAN LOGISTIK LAND BREMEN (PDF), 1. (német nyelven), Bréma: Rolf Nagel (Senator für Wirtschaft und Häfen der Freien Hansestadt Bremen), 1 – 68. o. [2006]. Hozzáférés ideje: 2008. július 23.[halott link]